# 한국연극협회
한국연극협회는 연극예술의 창달, 발전과 연극인의 친목 및 복리증진을 목적으로 1963년 1월 28일 설립된 대한민국 문화체육관광부 소관의 사단법인이다. 1977년부터 해마다 서울연극제(구 대한민국 연극제)를 개최한다. 사무실은 서울특별시 종로구 동숭동 1-117 예총회관 401호 (우: 110-510)에 있다.

## 주요 사업
- 연극예술의 향상보급
- 연극인의 지도육성 및 국제교류
- 연극상 시상 및 전문지 발간

## 역대 이사장
- 1대: 유치진
- 6대: 박진
- 7대: 차범석
- 8대: 차범석
- 9대: 차범석
- 10대: 차범석
- 11대: 이진순
- 12대: 이진순
- 13대: 김정옥
- 14대: 김동훈
- 15대: 김의경
- 16대: 권오일
- 17대: 임영웅
- 18대: 정진수
- 19대: 박웅
- 20대: 최종원
- 21대: 이종훈
- 22대: 박계배
- 23대: 박계배